# Prix de l'Équerre d'argent
Le prix de l'Équerre d'argent est un prix créé en 1960 et décerné jusqu'en 1974, puis repris en 1983 par la revue Le Moniteur des travaux publics et du bâtiment (groupe Moniteur) après une interruption de neuf ans pour devenir le prix de l'Équerre d'argent d’Architecture du Moniteur, depuis associé au titre AMC Le Moniteur Architecture.

## Histoire
L'Équerre d'argent est un prix créé dès 1960 par Paul-Marcel Durand-Souffland par la revue L'Architecture française ; il est décerné jusqu'à la disparition de la revue en 1974. Le prix est repris en 1983 par Dominique Boudet, rédacteur en chef de la revue Le Moniteur des travaux publics et du bâtiment (groupe Moniteur) soit après une interruption de neuf ans.
L'Équerre d'argent est un prix attribué chaque année en France depuis 1983 par un jury composé d'architectes, de critiques d'architecture et de promoteurs, mis en place par la revue Le Moniteur des travaux publics et du bâtiment ainsi que le titre AMC Le Moniteur Architecture. C'est un prix qui récompense une équipe composée du maître d'ouvrage et du maître d'œuvre (architecte et ingénieurs) qui a contribué à la construction d'un bâtiment sur le sol français (bâtiment terminé dans l'année).
Depuis 1991, les lauréats reçoivent une sculpture en bronze de Bruno Romeda, constituée d'un cercle, un triangle et un carré.

## Les lauréats

### Lauréats du prix deL'Architecture française
- 1960 : Atelier LWD en collaboration avec Jean Perrottet pour l'ensemble de logements Les Buffets à Fontenay-aux-Roses (Hauts-de-Seine)
- 1961 : Robert Génermont pour une maison d'habitation et agence d'architecture à Bois-Guillaume (actuelle Seine-Maritime)[2] et Paul Herbé[3]
- 1962 : André Aubert en collaboration avec Paul Herbé et Jean Le Couteur pour l'école intercommunale des Blagis, Sceaux et Bagneux[4]
- 1963 : Michel Marot et Michel Grandnom pour l'église Sainte-Agnès de Fontaine-les-Grès (Aube)
- 1964 : Jean Chemineau
- 1965 :
- 1966 :
- 1967 : Michel Ducharme[5] et Jean-Pierre Minost pour l'Institut africain pour le développement économique et social[6] à Abidjan (Côte d'Ivoire)
- 1968 : Jacques Labro, Jean-Jacques Orzoni et Jean-Marc Roques pour l'hôtel des Dromonts et les résidences Séquoïa et les Mélèzes dans la station d'Avoriaz (Haute-Savoie)[7]
- 1969 : Jacques et Michel André, associés à Claude Prouvé, pour le Musée de l'histoire du fer à Nancy
- 1970 : Louis Fleck (d) pour le siège des Coopérateurs de Lorraine à Nancy[8]
- 1971 :
- 1972 :
- 1973 : Jean Monge pour la bibliothèque des UER de lettres et de droit à Poitiers[9]
- 1974 : Georges Pencreac'h pour l'école des Maradas à Cergy-Pontoise[10]

```
Lauréats du prix du 
Moniteur
 
```

### 1983
- Equerre d'argent
  - Henri Ciriani pour la crèche Au Coin du Feu, Saint-Denis
- Autres lauréats
  - Mention spéciale du jury : Yves Lion et Alan Levitt pour la cité judiciaire de Draguignan (Var)
  - Prix de la première œuvre : Didier Maufras et Hervé Delatouche pour un immeuble d’habitation avenue de Saxe (Paris)

### 1984
- Equerre d'argent
  - Christian Devillers pour le parking rue des Chaumettes, Saint-Denis
- Autres lauréats
  - Mention : Claude Vasconi pour l'atelier 57 Métal de la Régie Renault à Boulogne-Billancourt (Hauts-de-Seine)
  - Mention : Chaix et Morel pour Le Zénith à Paris (19e)

### 1985
- Equerre d'argent
  - Roland Simounet pour le musée Picasso (Paris) (4e)
- Autres lauréats
  - Mention : Renzo Piano et Alexandre Chemetoff pour la restructuration de l'usine Schlumberger à Montrouge (Hauts-de-Seine)
  - Mention : Édith Girard pour 111 logements quai de la Loire à Paris 19e, sur le canal de l'Ourcq

### 1986
- Equerre d'argent
  - Henri Gaudin pour 100 logements, rue Émile-Roux à Évry
- Autres lauréats
  - Mention : Adrien Fainsilber pour la Cité des sciences de La Villette et à Larrouy et Sicre pour le centre d'art contemporain de Labège (Haute-Garonne)

### 1987
- Equerre d'argent
  - Jean Nouvel et Architecture-Studio pour l'Institut du monde arabe
- Autres lauréats
  - Mention spéciale du jury : Françoise-Hélène Jourda et Gilles Perraudin pour les bâtiments de l'École nationale supérieure d'architecture de Lyon
  - Mention : Pierre Soria pour des logements sociaux à Saint-Ouen (Seine-Saint-Denis)

### 1988
- Equerre d'argent
  - Christian de Portzamparc pour l'école de danse de l'Opéra national de Paris à Nanterre
- Autres lauréats
  - Mention : Claude Vasconi pour le centre République à Saint-Nazaire
  - Mention : Jean-Paul Viguier et Jean-François Jodry pour l'hôtel industriel « Métropole 19 », 138-140 rue d'Aubervilliers à Paris (19e)

### 1989
- Equerre d'argent
  - Yves Lion et Alan Levitt pour le musée national de la coopération franco-américaine (Aisne)
- Autres lauréats
  - Prix spécial grands projets : Ieoh Ming Pei pour la Pyramide du Louvre

### 1990
- Equerre d'argent
  - Dominique Perrault pour l'hôtel industriel Berlier à Paris (13e)

### 1991
- Equerre d'argent
  - Renzo Piano pour l'immeuble de logements du 64 rue de Meaux à Paris (19e)
- Autres lauréats
  - Prix spécial hors concours : Rem Koolhaas pour la villa Dall'Ava à Saint-Cloud (Hauts-de-Seine)

### 1992
- Equerre d'argent
  - Valode et Pistre pour l'usine de l'Oréal à Aulnay-sous-Bois
- Autres lauréats
  - Mention : Henri Ciriani pour l'Historial de la Grande Guerre à Péronne (Somme)
  - Mention : agence Brut d'architectes pour un centre d'activité à Châtenay-Malabry (Hauts-de-Seine)

### 1993
- Equerre d'argent
  - Jean Nouvel et associés, Jean Nouvel et Emmanuel Blamont, pour l'Opéra de Lyon
- Autres lauréats
  - Mention : Bernard Paurd pour des logements sociaux au secteur de l'église à Vitry-sur-Seine (Val-de-Marne)

### 1994
- Equerre d'argent
  - Henri Gaudin et Bruno Gaudin pour le stade Charléty, Paris 13e
- Autres lauréats
  - Mention : Philippe Gazeau pour l'immeuble de logements rue de l'Ourcq à Paris 19e

### 1995
- Equerre d'argent
  - Christian de Portzamparc pour la Cité de la musique à Paris
- Autres lauréats
  - Mention : Marc Mimram pour le poste de péage des Éprunes sur l'Autoroute A5 (Seine-et-Marne)[11]

### 1996
- Equerre d'argent
  - Pierre-Louis Faloci pour le musée de la civilisation celtique, Mont Beuvray (Nièvre)
- Autres lauréats
  - Mention : Roland Castro et Sophie Denissof pour le remodelage de 480 logements sociaux à Lorient
  - Prix spécial du jury : Fabrice Dusapin et François Leclercq pour les bureaux de la CNP d'Angers

### 1997
- Equerre d'argent
  - Jean-Marc Ibos et Myrto Vitart pour le Palais des beaux-arts de Lille (rénovation-extension).

### 1998
- Equerre d'argent
  - Rem Koolhaas pour la Maison Lemoine à Floirac
- Autres lauréats
  - Mention : Vincen Cornu et Benoît Crépet pour le groupe scolaire et les logements de Saint-Jacques-de-la-Lande (Ille-et-Vilaine)
  - Mention : Catherine Dormoy pour les logements pour étudiants à Évry

### 1999
- Equerre d'argent
  - Marc Mimram pour la passerelle Solférino à Paris (7e)[11]

### 2000
- Equerre d'argent : 
  - Philippe Gazeau pour l'extension du Centre sportif Léon Biancotto, Paris 17e

### 2001
- Equerre d'argent :
  - Jacques Herzog et Pierre de Meuron pour 80 logements sociaux, rue des Suisses, Paris 14e
- Autres lauréats
  - Mention spéciale : Zaha Hadid pour un parking et terminus de tramways à Strasbourg

### 2002
- Equerre d'argent : 
  - Pierre du Besset et Dominique Lyon pour la médiathèque du Grand Troyes

### 2003
- Equerre d'argent :
  - Yves Lion et Claire Piguet pour l’ambassade de France à Beyrouth
- Autres lauréats
  - Mention spéciale : Patrick Bouchain et Loïc Julienne pour l’Académie Fratellini à Saint-Denis,
  - Mention spéciale : Philippe Barthélémy et Sylvia Grino pour un stade en bord de Seine à Nanterre
  - Mention spéciale : Nicolas Michelin et Cyril Trétout pour le gymnase Europole à Grenoble

### 2004
- Equerre d'argent :
  - Antoinette Robain et Claire Guieysse pour la réhabilitation du Centre national de la danse de Pantin, œuvre de Jacques Kalisz
- Autres lauréats
  - Mention spéciale à l’unanimité du jury : Philippe Prost pour des logements Zac Réunion à Paris 20e
  - Mention spéciale à l’unanimité du jury : Vincen Cornu pour des logements locatifs à Montreuil-sous-Bois
  - Prix de la première œuvre : Jérôme Berranger et Stéphanie Vincent pour une maison d’habitation dans une exploitation agricole à Montbert

### 2005
- Equerre d'argent : 
  - Florence Lipsky et Pascal Rollet pour la nouvelle bibliothèque des sciences du campus d'Orléans-la-Source
- Autres lauréats
  - Prix de la première œuvre : Franck Vialet pour un laboratoire IRM à Caen
  - Mention : Bouillaud et Donnadieu pour une opération de 57 maisons de ville à Lille

### 2006
- Equerre d'argent : 
  - Franck Hammoutène pour l'extension de l'hôtel de ville de Marseille, IIe (Bouches-du-Rhône)[12]
- Autres lauréats
  - Mention spéciale : Dietmar Feichtinger et RFR pour la passerelle Simone-de-Beauvoir à Paris
Mention spéciale : Agence Périphériques (Emmanuelle Marin, David Trottin et Anne-Françoise Jumeau) pour l'atrium de l'Université Pierre-et-Marie-Curie
Prix de la première œuvre : Rémi Pascal et à Pierre Bouillon pour la réhabilitation d’une maison individuelle à Fleury-les-Aubrais

### 2007
- Equerre d'argent :
  - Nathalie Franck et Yves Ballot pour la restructuration-extension du groupe scolaire Nuyens à Bordeaux
- Autres lauréats

### 2008
- Equerre d'argent
  - Marc Barani pour un pôle multimodal du tramway de l'agglomération niçoise
  - Prix spécial du jury : Jean Guervilly et Françoise Mauffret pour le pôle universitaire de biologie à Paris
- Nominés :
  - Prix de la première œuvre : Marjan Hessamfar et Joe Vérons pour une école maternelle à Cenon

### 2009
- Equerre d'argent
  - Bernard Desmoulin pour le conservatoire Léo-Delibes à Clichy
  - Prix spécial du jury : Agence LIN (Finn Geipel et Giulia Andi) pour la Cité du design à Saint-Étienne
  - Prix de la première œuvre : Frédéric Chartier et Pascale Dalix pour le boulodrome de Meaux

### 2010
- Equerre d'argent
  - Pascale Guédot pour la médiathèque intercommunale d’Oloron-Sainte-Marie[13]
- Autres lauréats 
  - Mention : Nicolas Michelin pour une opération de logements dans la ZAC Grand Large Neptune à Dunkerque
  - Prix de la première œuvre : Atelier Raum pour un hangar ostréicole et un lieu de repos à Locoal-Mendon

### 2011
- Equerre d'argent
  - Frédéric Druot, Anne Lacaton et Jean-Philippe Vassal pour la réhabilitation de la Tour Bois-le-Prêtre, rue Pierre-Rebière à Paris
- Autres lauréats
  - Mention : Vincent Parreira, Elise Reiffers, Thomas Rault pour le groupe scolaire intercommunal Casarès-Doisneau à Saint-Denis
  - Prix de la première œuvre : Vanessa Larrère pour des bureaux pour agriculteurs à Liposthey

### 2012
- Equerre d'argent
  - Jean-Patrice Calori, Bita Azimi et Marc Botineau (agence Cab) pour le pôle petite enfance à La Trinité
- Autres lauréats
  - Mention : Dietmar Feichtinger pour le groupe scolaire Lucie-Aubrac à Nanterre
  - Prix spécial du jury : Renzo Piano pour le Couvent des Clarisses à Ronchamp
  - Prix de la première œuvre : Tolila+Gilliland pour un atelier d'artiste, espace d'exposition et studio d’habitation à Campbon

### 2013
- Equerre d'argent :
  - Kazuyo Sejima et Ryue Nishizawa (agence Sanaa)+ Celia Imrey et Tim Culbert (agence Imrey Culbert) (maîtres d’œuvre) et la région Nord-Pas-de-Calais (maîtrise d'ouvrage) pour le Louvre Lens
- Autres lauréats
  - Mention : Maîtrise d’ouvrage : Société immobilière d'économie mixte de la Ville de Paris (Siemp). Architectes : Babled-Nouvet-Reynaud architectes pour vingt logements sociaux à Paris 20e
  - 2e mention : Maîtrise d’ouvrage : Office public de l'habitat et de l'immobilier social du Puy-de-Dôme. Architectes : Atelier Seraji architectes et associés (Nasrine Seraji) pour 74 logements à Clermont-Ferrand
  - Prix de la première œuvre : Maîtrise d’ouvrage : Commune de Marsac-en-Livradois. Architecte : Boris Bouchet. pour un espace rural de services de proximité à Marsac-en-Livradois[14].

### 2014
- Equerre d'argent
  - RDAI Architecture pour la Cité des métiers Hermès à Pantin.
- Autres lauréats
  - Prix de la première œuvre: LA Architecture pour l'OPHM de Montreuil avec Jean-Luc Sandoz[15]
  - Prix habitat Babin+Renaud réalisation de 18 logements sociaux, Paris 11e
  - Prix de la Première œuvre : 35 logements sociaux - Montreuil - LA Architectures (Linda Gilardone et Axelle Acchiardo) - OPH Montreillois
  - Prix Équerre Culture-Jeunesse-Sport : Philippe Prost architecte  Mémorial international Notre-Dame-de-Lorette  Région Nord-Pas-de-Calais - Ablain-Saint-Nazaire

### 2015
- Equerre d'argent
  - Bernard Quirot architecte + associés pour la conception de la maison de santé de Vézelay (Yonne) pour la communauté de communes Avallon - Vézelay - Morvan[16].
- Autres lauréats 
  - Prix de la première œuvre : Régis Roudil, pour les sanitaires du camping du Lac du Lit du Roi à Massignieu-de-Rives (Ain)[17].
  - Prix ouvrage d'art : Dietmar Feichtinger avec la passerelle « La Jetée », ouvrages d’accès au Mont-Saint-Michel (Manche)
  - Prix culture, jeunesse et sport : Atelier Fernandez & Serres pour le Pôle culturel associatif « Cour et jardin », Vertou (Loire-Atlantique)
  - Prix habitat : Architecte : Babin+Renaud pour la réalisation de  18 logements sociaux, Paris 11e
  - Prix réhabilitation : Eliet & Lehmann avec Patrice Lutier A003 Architectes pour le • Village de la Faisanderie, Fontainebleau (Seine-et-Marne)

### 2016
- Equerre d'argent 
  - Muoto (architecte) et EPA Paris-Saclay (maîtrise d’ouvrage) pour le "Lieu de vie", équipement sportif et restaurant universitaires sur le campus de Paris-Saclay à Gif-sur-Yvette (Essonne).
- Autres lauréats
  - Grand prix spécial : Rudy Ricciotti, pour le Mémorial de Rivesaltes à Salses-le-Château (Pyrénées-Orientales).
  - Prix de la première œuvre : De Guiraud-Manenc, pour l'Hôtel d'Entreprises Innovantes à Anglet (Pyrénées-Atlantiques)[18].
  - Prix activité : L'agence Bruther est récompensée pour la maison de la recherche et l'imagination de Caen (Calvados).
  - Prix habitat Jean & Aline Harar 49 logements sociaux à Saulx-les-Chartreux (Essonne)
  - Prix culture-jeunesse-sport : NP2F (associé) pour le Centre national des arts du cirque à Châlons-en-Champagne (Marne)

### 2017
- Equerre d'argent
  - Renzo Piano (architecte) et Arélia (maîtrise d'ouvrage), pour le nouveau Tribunal de Paris, Paris XVIIe[19].
- Autres lauréats
  - Prix de la première oeuvre : Atelier Rita, Centre d’hébergement d’urgence à Ivry-sur-Seine (Val-de-Marne)
  - Prix activités : Brunet Saunier Architecture et Serge Gaussin & Associé, pour l'Hôpital Nord Franche-Comté à Trévenans (Territoire de Belfort)[20],[21].
  - Prix ouvrage d'art : Jean-François Blassel pour la passerel a Creil (Oise)
  - Prix culture, jeunesse et sport : Adelfo Scaranello pour le musée Camille-Cledel à Nogent-sur-Marne (Val-de-Marne)

### 2018
- Equerre d'argent
  - Richter&Associés, pour le centre de soins psychiatrique de Metz-Queuleu (Moselle)[19] .
- Autres lauréats
  - Prix de la première œuvre : Cros & Leclercq, pour le restaurant scolaire de l'Institution Notre-Dame à Pamiers (Ariège).
  - Prix habitat : Bruther, pour la résidence pour chercheur Julie-Victoire-Daubié à Paris XIVe.
  - Prix culture, jeunesse et sport : Bureau Face B pour la salle de sports de Calais (Pas-de-Calais).
  - Prix activités : Ateliers Jean Nouvel pour l'immeuble de bureaux « La Marseillaise » à Marseille IIe (Bouches-du-Rhône)[22].
  - Prix aménagement urbain et paysager : Atelier Philippe Madec pour l'aménagement de l'écoquartier des Noés à Val-de-Reuil (Eure)

### 2019
- Equerre d'argent :
  - Charles-Henri Tachon pour l'immeuble du 12-14 rue Julia-Bartet [24] qui abrite un centre de formation pour les métiers de la restauration, une résidence étudiante et un nouveau local pour Les Restos du cœur[24] à Paris XIVe.
- Autres lauréats
  - Prix de la première œuvre : Antoine Dufour Architectes (Aymeric Antoine & Pierre Dufour) pour l’Atelier du verrier Emmanuel Barrois à Brioude (Haute-Loire).
  - Prix habitat : Sophie Delhay pour la résidence La Quadrata - 40 logements sociaux modulables et un espace partagé à Dijon (Côte-d’Or).
  - Prix activités : Christian Kerez pour un immeuble de bureaux à Lyon (Rhône).
  - Prix culture, jeunesse et sport : Atelier Raum pour  la salle festive des Pierres Blanches à Saint-Jean-de-Boiseau (Loire-Atlantique).
  - Prix ouvrages d’art : DVVD Architectes pour une passerelle à Saint-Omer (Pas-de-Calais).
  - Prix spécial du jury : Marc Mimram pour le court Simonne-Mathieu de Roland-Garros à Paris XVIe.

### 2020
- Equerre d'argent :
  - Grafton Architects (Yvonne Farrell & Shelley McNamara) en collaboration avec Vigneu & Zilio Architectes pour l'École d'économie de Toulouse (Haute-Garonne).
- Autres lauréats
  - Prix de la première œuvre : l'Atelier de l’Ourcq pour 6 logements participatifs à Romainville (Seine-Saint-Denis)[26].
  - Pris habitat : Bruther/Baukunst réalisation d'une résidence étudiante de 192 logements sociaux et parking réversible à Palaiseau (Essonne)
  - Prix culture, jeunesse et sport: LAN architecture pour la réalisation du Théâtre du Maillon à Strasbourg (Bas-Rhin)
  - Pris activités : LIN architect urbanist/F.au pour la réhabilitation de la partie ouest de la halle Alstom n°6 sur l'île de Nantes
  - Prix espaces publics et paysagers : MDP Michel Desvigne Paysagiste/IHA - Inessa Hansch Architecte pour la Requalification du quai de Southampton au Havre (Seine-Maritime)

### 2021
- Equerre d'argent :
  - Atelier PNG Architecture, Julien Boidot et Emilien Robin pour un ensemble d'équipements publics à Neuvecelle (Haute-Savoie).
- Autres lauréats
  - Prix de la première œuvre : Atelier ACTM pour des ateliers d'artistes et logements à Sergy (Ain)[28].
  - Prix habitat: MARS architectes, Julien broussart, Sylvain Rety, Raphaël Renard, pour 14 logements, Paris 12.
  - Prix culture, jeunesse et sport: Tadao Ando Architect & Associates, NeM/ Niney et Marca architectes; architecte associé Agence Pierre Antoine Gatier (PAG), architecte ACMH, pour la Bourse de commerce - Musée de la Collection Pinault à Paris 2
  - Prix activités:  Titan pour La poste d'aiguillage, à Nantes, Loire-Atlantique.
  - Prix espaces publics et paysagers : Kristell Filotico Architecte et Atelier Roberta, paysagiste associé pour la réalisation du Jardin, esplanade et parking à la friche de la Belle de Mai, Marseille, Bouches-du-Rhône

### 2022
- Equerre d'argent 
  - Ivry Serres Architecture et Beaudouin Architectes pour la médiathèque Charles-Nègre à Grasse (Alpes-Maritimes).
- Autres lauréats
  - Prix de la première œuvre : Nu Architecture & Ingénierie, pour une passerelle piétonne à Brides-les-Bains (Savoie).
  - Mention spéciale du jury au prix de la première œuvre : Studio Rijsel, pour une école maternelle à Vendegies-sur-Écaillon (Nord).
  - Prix habitat : Nicolas Reymond Architecture & Urbanisme et Michel Guthmann & Associés, pour 100 logements sociaux et une école à Paris XIIIe.
  - Prix culture, jeunesse et sport : Raum, pour le groupe scolaire Alice-Guy à Nantes (Loire-Atlantique).
  - Prix lieux d'activité : Chartier-Dalix, pour le nouveau siège de l'AP-HP, hôpital Saint-Antoine, à Paris XIIe.
  - Prix espaces publics et paysagers : TVK, architecte mandataire ; Pascal Cribier et Patrick Ecoutin, paysagistes, pour le jardin sportif Suzanne-Lenglen à Bordeaux (Gironde).

### 2023
- Equerre d'argent
  - François Brugel Architectes Associés/H2O Architectes pour la transformation d'un bâtiment de bureaux en 254 logements sociaux à Paris VIIe, (îlot Saint-Germain ) .
- Autres lauréats
  - Prix de la première œuvre : Huitorel & Morais pour l'école maternelle publique de La Selle-Craonnaise (Mayenne)
  - Prix habitat : A6A Architectes pour 32 évolutif logements à Bordeaux, dans le quartier de Brazza.
  - Prix culture, jeunesse et sport : Vurpas Architectes pour un Groupe scolaire et établissement d'accueil de jeunes enfants Eugénie-Brazier à Lyon.
  - Prix activités : Tolila + Gilliland pour des Ateliers thérapeutiques pour un établissement spécialisé en addictologie (centre Gilbert-Raby) à Meulan-en-Yvelines.
  - Prix Espaces publics et paysagers : Osty et Associés Paysage Urbanisme pour le réaménagement des Promenades de Reims.

### 2024
- Equerre d'argent
  - Devaux & Devaux Architectes (DDA) pour la réhabilitation de la gare haute du téléphérique du Salève à Monnetier-Mornex (Haute-Savoie) Maîtrise d’ouvrage : Groupement local de coopération transfrontalière téléphérique du Salève.
- Autres lauréats
  - Prix de la première œuvre : Alt174 Architecture pour la réhabilitation d'une école primaire à Lompret
  - Prix habitat : Tolila+Gilliland pour la réalisation de 76 logements sociaux et un local associatif à Bagneux (Hauts-de-Seine)
  - Prix culture : Bétillon et Freyermuth Architecte (mandataire) et Crypto (associé) pour la réalisation d'un pôle de services publics et culturels à Laguiole (Aveyron)
  - Prix activités : Data (mandataire) et Think Tank (associé) pour la restructuration et densification d’un îlot à usage de bureaux, commerces et logements sociaux à Paris (Xe)
  - Prix Espaces publics et paysagers : Altitude 35 pour la réhabilitation des espaces publics du campus universitaire de la Bouloie à Besançon (Franche-Comté)
  - infrastructures et ouvrages d'arts : OMA pour le pont Simone Veil et ses environs à Bordeaux